# Getting Things Done
Getting Things Done, in het algemeen afgekort tot GTD, is een actiegebaseerde managementmethode, en de titel van een boek door David Allen.
GTD is gebaseerd op het principe dat een persoon door zijn taken vast te leggen zich over die taken geen zorgen hoeft te maken. Het moeten herinneren van alle taken maakt plaats voor het daadwerkelijk uitvoeren van de taken.

## De essentie van GTD
In tegenstelling tot andere methoden in tijdsbeheer focust Allen minder op het bepalen van prioriteiten. In plaats daarvan roept hij op tot het maken van takenlijsten die specifiek zijn voor een bepaalde context. Bijvoorbeeld een lijst met telefoontjes die gepleegd moeten worden of een lijst met boodschappen die gekocht moeten worden. Hij stelt ook dat iedere taak die binnen twee minuten uitgevoerd kan worden, direct uitgevoerd moet worden.
De psychologie van GTD is gebaseerd op het eenvoudig opslaan, bijhouden en terugvinden van alle relevante informatie die nodig is voor de taken die je uit moet voeren. Allen suggereert dat veel van de mentale blokkades waar we tegenaan lopen bij het uitvoeren van bepaalde taken worden veroorzaakt door onvoldoende 'front-end'-planning (met andere woorden, voor ieder project moeten we duidelijk maken wat er bereikt moet worden en welke specifieke acties hiervoor uitgevoerd moeten worden). Het is, volgens Allen, het meest praktische om hierover vooraf na te denken. Hierdoor stellen we een reeks met acties op die we dan later kunnen uitvoeren zonder weer uitvoerig te hoeven plannen.
Allen stelt ook dat onze herinnering (memory system) tamelijk inefficiënt werkt en ons zelden helpt te herinneren wat te doen op de tijd en de plaats dat we het kúnnen doen. Daarom werken de "next actions" (volgende acties) per context in het GTD-systeem als een externe hulp die ons ervan verzekert dat we de juiste herinneringen op het juiste moment kunnen opvragen. Er zijn veel aanverwante persoonlijke managementtips en -trucs uitgeschreven in GTD die kunnen helpen bij het invoeren van de werkwijze die door Allen is beschreven.
Een alomvattende beschrijving van GTD uit Allens boek “Ready for Anything”:
Get everything out of your head. Make decisions about actions required on stuff when it shows up - not when it blows up. Organize reminders of your projects and the next actions on them in appropriate categories. Keep your system current, complete, and reviewed sufficiently to trust your intuitive choices about what you're doing (and not doing) at any time.

## Basisprincipes
De basisprincipes van GTD zijn als volgt:

### Capture
Verzamel alles wat je moet onthouden, volgen of doen in wat Allen een 'bucket' (emmer) noemt: hetzij een fysiek postvak, een e-mail-inbox, een taperecorder, een laptop, pda, of welke combinatie van deze dan ook. Haal alles uit je hoofd en stop het in dit systeem, gereed om verwerkt te worden. Alle buckets moeten minimaal eens per week geleegd worden.

### Clarify
Beslissen over de gegevens in de bucket en volg hierbij de volgende, strikte, werkwijze:
- Begin bovenaan.
- Verwerk één item per keer.
- Stop nooit iets terug in de bucket.
- Als voor een item een actie uitgevoerd moet worden:
  - voer deze uit (als het korter duurt dan twee minuten),
  - delegeer de actie aan iemand anders, of
  - neem het item op in de actielijst.
- Als voor een item op dit moment geen actie nodig is:
  - archiveer het item voor latere referentie,
  - gooi het item weg, of
  - neem het item op voor mogelijk latere actie.

De tweeminutenregel: als het minder dan twee minuten kost om iets te doen, doe het dan direct. Het is een richtlijn, twee minuten is ongeveer de tijd die het zou kosten om de actie formeel op te nemen in de actielijst.

### Organize
Organiseer de items waarop actie moet worden ondernomen in een aantal lijsten. Allen beschrijft de volgende sets:
- Volgende acties (next actions) - Bedenk voor ieder item waarvoor aandacht nodig is, wat de volgende fysieke actie is die hiervoor ondernomen moet worden. Als het item bijvoorbeeld 'Schrijf projectrapport' is, dan zou een volgende actie kunnen zijn 'E-mail Fred voor de notulen van de vergadering' of 'Bel Jim voor de eisen aan de rapportage' of zoiets. Hoewel er vaak meerdere stappen en acties nodig zijn om een actie te voltooien zal er altijd iets zijn wat als eerste moet gebeuren, en deze actie moet dan ook in deze lijst opgenomen worden. Aan de acties wordt bij voorkeur ook de context waarbinnen de actie uitgevoerd kan worden toegevoegd, zoals 'op kantoor', 'aan de telefoon', of 'in de winkel'.
- Projecten (projects) - Ieder 'open einde' in je leven of werk waarvoor meer dan één fysieke actie uitgevoerd moet worden, wordt aangemerkt als een 'project'. De projecten moeten gevolgd worden en periodiek moet gecontroleerd worden dat voor ieder project een volgende actie vastgelegd is zodat het project ook voortgang kan vertonen.
- In de wacht (waiting for) - Als een actie aan iemand anders is gedelegeerd of er moet gewacht worden op een externe gebeurtenis voordat een project verder kan gaan dan moet dit vastgelegd worden in deze lijst. Ook deze lijst moet periodiek nagelopen worden om te controleren of acties niet over tijd zijn en er misschien een herinnering gestuurd moet worden.
- Ooit/misschien (someday/maybe) - Dingen die je ooit zou willen doen, maar niet nu. Voorbeelden zouden kunnen zijn 'Chinees leren' of 'een duikvakantie nemen'.

Een agenda is ook van belang voor het bijhouden van afspraken en toezeggingen, maar Allen stelt wel dat de agenda gereserveerd moet worden voor wat hij noemt 'hard landscape': zaken die absoluut uitgevoerd moeten zijn op een bepaalde datum of vergaderingen en afspraken die vaststaan in tijd en plaats. 'To-do'-items mogen enkel voorkomen op de 'volgende acties'-lijst
Een laatste belangrijk onderdeel van GTD is het archiveringssysteem. GTD zegt dat een archiveringssysteem, om te worden gebruikt, makkelijk, eenvoudig en leuk moet zijn. Zelfs een enkel velletje papier, mits het gearchiveerd moet worden, moet zijn eigen map krijgen als het niet thuishoort in een al bestaande map. Allen doet de suggestie om één enkel alfabetisch geordend archiveringssysteem te gebruiken om zo snel en eenvoudig mogelijk informatie op te bergen en terug te vinden.

### Review
Bekijk de lijsten met acties en herinneringen. Het is natuurlijk nutteloos om deze lijsten bij te houden als deze niet minimaal dagelijks, of wanneer er maar tijd beschikbaar is, bekeken worden. Kies vervolgens, uitgaande van de beschikbare tijd, energie en voorzieningen, de belangrijkste taak die op dat moment uitgevoerd zou moeten worden en voer die uit. Als je de neiging hebt om werkzaamheden uit te stellen dan bestaat het gevaar dat standaard de eenvoudige taak gekozen wordt. Om dit te vermijden kan er besloten worden om de acties uit de lijst stuk voor stuk op volgorde af te werken, net zoals de buckets leeggemaakt worden.
Minimaal eenmaal per week vereist de GTD-discipline dat alle openstaande taken, projecten en 'in de wacht'-taken nagekeken worden. Controleer hierbij dat nieuwe taken en gebeurtenissen in de lijst zijn opgenomen en dat alles bijgewerkt is. Allen geeft als suggestie een 'tickler file' (zie verder) bij te houden die iedere week ondersteunt bij het controleren van de openstaande taken en projecten.

### Do
Doe. Ieder ordeningssysteem is niets waard als alle tijd wordt besteed aan het organiseren van de taken en verwerken van lijsten in plaats van het uitvoeren van de taken. David Allens overtuiging is, dat een systeem dat het eenvoudig, makkelijk en leuk maakt om actie te ondernemen helpt bij het voorkomen van het uitstellen van taken en het overweldigd raken door het aantal openstaande taken.

## Middelen en technieken

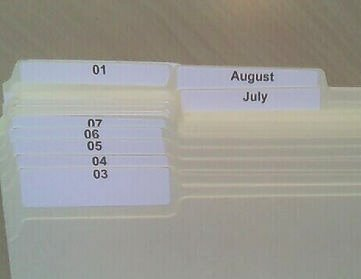
De '43 mappen'

Een methode die Allen voorstelt is de 'tickler file' (ook bekend als 'het vervaldagensysteem' of '43 mappen') voor het sorteren van al het papierwerk. Twaalf mappen worden gebruikt voor de twaalf maanden van het jaar en 31 mappen voor de dagen in de maand. De mappen worden gebruikt om activiteiten voor een bepaalde dag in op te bergen. Iedere dag wordt de genummerde map voor die dag gepakt. De inhoud van de map wordt eruit gehaald en de lege map wordt in de volgende maandmap gestopt. Hierdoor kunnen papieren herinneringen op de juiste dag teruggevonden worden. Als je bijvoorbeeld op de 12e van de maand een concert hebt dan berg je de kaartjes op in de map van de twaalfde en als het dan zover is komen de kaartjes (en de herinnering aan het concert) vanzelf langs.